# Tatiana Sosna-Sarno
Tatiana Sosna-Sarno (ur. 16 września 1954 w Warszawie) – polska aktorka.

## Życiorys
Absolwentka II Liceum Ogólnokształcącego im. Stefana Batorego w Warszawie (1973). W 1977 ukończyła Państwową Wyższą Szkołę Teatralną w Warszawie. Zadebiutowała 1 lipca tego samego roku główną rolą żeńską w Pięknej i bestii Stanisława Grochowiaka w reż. Krzysztofa Kursy na scenie Teatru Dramatycznego im. Jerzego Szaniawskiego w Płocku. Prowadziła pizzerię i ukończyła kurs kosmetyczny. Zagrała w ponad 50 filmach fabularnych i serialach telewizyjnych. Jest jedną z bohaterek książki „Optymistki” Marzanny Graff-Oszczepalińskiej.
Zamężna z dyplomatą Krzysztofem Szymańskim, z którym ma córkę Karolinę i syna Roberta.

## Filmografia
- 1975: Dom moich synów – Ewa, córka Krystyny i Wiktora
- 1976–1977: Polskie drogi – Ania Heimann (odc. 1, 9, 11)
- 1977: Czterdziestolatek – pielęgniarka Małgosia (odc. 21)
- 1978: Osiemdziesięciu huzarów
- 1978: Biały mazur – Anna Sieroszewska
- 1978: Koty to dranie
- 1978: Papa Stamm
- 1978: Roman i Magda – żona Stefana
- 1978: Spirala – Tania, studentka w schronisku
- 1978: Umarli rzucają cień – Sylwia
- 1978: Ślad na ziemi – Magda Pakuła, narzeczona Tokarka
- 1979: Lekcja martwego języka – Nastka, służąca Szwandy
- 1979: W słońcu i w deszczu – Krysia (odc. 1, 2, 6)
- 1980: Ciosy – córka Bernarda
- 1980: Czułe miejsca – pielęgniarka
- 1981–1987: 07 zgłoś się – ekspertka MO (odc. 10), stewardesa (odc. 18), Danka, gospodyni w leśniczówce „Bobrowisko” (odc. 19)
- 1981: Białe tango – Jola (odc. 1, 2)
- 1981: Człowiek z żelaza – sekretarka w telewizji
- 1981: Gdzie szukać szczęścia
- 1981: Kłamczucha – Danka
- 1981: Najdłuższa wojna nowoczesnej Europy – Wanda, siostra Ludwika Franke (odc. 3, 4, 6)
- 1981: Okno – koleżanka Mietka
- 1982: Blisko, coraz bliżej – Nina, sympatia Romana (odc. 5)
- 1982: Odlot – Hanka
- 1983: Alternatywy 4 – pani Jadzia, urzędniczka w spółdzielni mieszkaniowej (odc. 1-4, 7)
- 1983: Sny i marzenia – Starska
- 1983: Święto księżyca
- 1985: Diabelskie szczęście – Ewa Mazur
- 1985: Lustro
- 1985: Sam pośród swoich – dziewczyna Janka
- 1987: Ballada o Januszku – sprzątaczka w sanatorium (odc. 5 i 7)
- 1988: Romeo i Julia z Saskiej Kępy – „Ruda” Teresa
- 1988–1990: W labiryncie – 2 role: sędzia orzekająca o spadku Białka; prokurator
- 1989: Gorzka miłość – Grażyna, sąsiadka Oleszkiewicza
- 1989: Gorzka miłość – Grażyna, sąsiadka Oleszkiewicza (odc. 4)
- 1989: Sztuka kochania – aktorka w radzieckim filmie
- 1990: Ballada o człowieku spokojnym – Janina
- 1993: Czterdziestolatek. 20 lat później – Urszula, była żona Marka Karwowskiego (odc. 4)
- 1993: Kolos – barmanka
- 1995: Dzieje mistrza Twardowskiego – czarownica
- 1997–2010: Klan – Wirowska, policjantka z Wydziału Dochodzeniowego
- 1999: Tygrysy Europy – Stenia, szefowa nocnego klubu
- 2000–2001: Miasteczko - znajoma Kostka
- 2001–2009: M jak miłość – matka Kasi Wójcik (odc. 15, 33, 72, 79. 82, 84, 86, 109, 456, 666, 667)
- 2002: Yyyreek!!! Kosmiczna nominacja – dziennikarka telewizyjna
- 2003: Tygrysy Europy 2 – gość na polowaniu na lisa
- 2003: Lokatorzy – Mariola Leśniak (odc. 133)
- 2005: Pensjonat pod Różą – Barbara Plichta (odc. 90, 91)
- 2006–2007: Kopciuszek – Jowita
- 2006: Mrok – Ewa Neumann (odc. 7)
- 2007: Plebania – matka Marcina (odc. 868)